# Feliksa Kozłowska
Feliksa Kozłowska, auch bekannt als Feliksa Koslowska, Felijca Kozlowska und Schwester Maria Franciszka, (* 27. Mai 1862 in Wieliczna, Russisches Kaiserreich; † 23. August 1921 in Płock) war eine polnische Ordensschwester und gründete die Kongregation der Mariaviten.

## Leben

### Visionen
Bereits in den frühen Jahren ihres Lebens als Ordensschwester sowie in den Jahren 1893 bis 1918 hatte sie erste Visionen, die immer wieder periodisch auftreten sollten. Angeblich wurde ihr während der ersten Vision aufgetragen, einen Kampf gegen die dekadenten Staaten der Welt zu führen, wobei sie von den römisch-katholischen Priestern in Polen unterstützt werden würde. Darüber hinaus sollte ihr offenbart worden sein, eine neue geistliche Reihenfolge zu begründen, deren primäre Ziele in der Verehrung der Sakramente unter der Mithilfe der Jungfrau Maria erfolgen sollten.

## Orden der Mariaviten
Nach den Regeln der Klara von Assisi gründete sie zunächst eine Kongregation nach den Bestimmungen der Franziskaner. Sie stellte dann ihr Leben und Wirken unter den Schutz der Heiligen Maria und behauptete von der Gottesmutter inspiriert und geleitet zu werden. Sie gab ihrer Kongregation den Namen „Mariaviten“ (Mariae vitam imitantes, d. h. das Leben Marias Nachahmende) und versuchte 1903 die Neugründung vom Heiligen Stuhl genehmigen zu lassen. Unter Leitung des Priesters Jan Maria Michał Kowalski reiste im April 1904 eine Delegation nach Rom, um Papst Pius X. um Genehmigung der Ordensgründung zu bitten und die Visionen der Schwester Maria Franziska, wie sie sich nun nannte, anzuerkennen.

## Exkommunikation
Zunächst schien Papst Pius X. dieser neuen Glaubensgruppe gewisse Sympathien entgegenzubringen, ließ sich aber im Dezember 1904 von der Kongregation für die Glaubenslehre umstimmen; er bezeichnete nun die von Schwester Maria erwähnten Visionen als Halluzinationen. Schließlich verbot der Papst mit seiner Enzyklika „Tribus circiter“ jegliche Tätigkeit der Mariaviten. Als jedoch keine Reaktion erkennbar wurde, griff der Papst zum letzten Mittel, er exkommunizierte am 5. April 1906 Feliksa Kozlowska mit der Begründung, sie sei eine Häretikerin.